# 마리나 후이 바르보자
마리나 후이 바르보자(Marina Ruy Barbosa, 1995년 6월 30일 ~ )는 브라질의 배우이다.